# کیوتی
کیوتی (به ایتالیایی: Chieuti) یک کومونه در ایتالیا است که در استان فوجا واقع شده‌است.

## خصوصیات
کیوتی ۶۰٫۹۱ کیلومترمربع مساحت و ۱٬۷۷۲ نفر جمعیت دارد و ۲۲۱ متر بالاتر از سطح دریا واقع شده‌است.